# Charity Wakefield

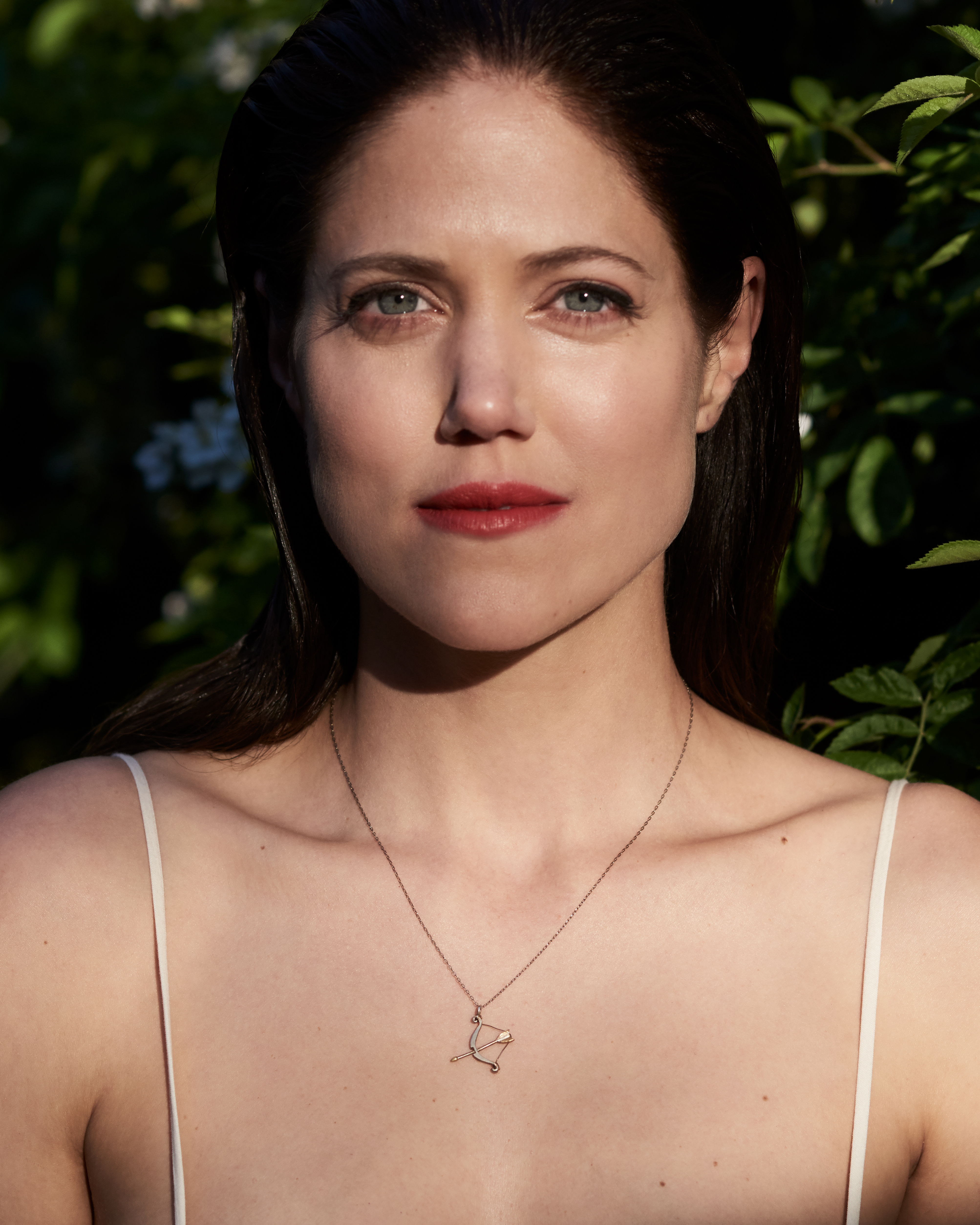
Charity Wakefield, 2020

Charity Rose Wakefield (* 18. September 1980 in Sussex) ist eine englische Schauspielerin.

## Leben
Wakefield wurde in Sussex, England geboren. Im Alter von wenigen Monaten zog sie mit ihrer Mutter Carlone nach Villajoyosa, einem kleinen Dorf in der Nähe von Alicante in der spanischen Region Valencia. Als Charity vier Jahre alt war, zogen beide zurück nach East Sussex, England. Sie hat eine sieben Jahre jüngere Halbschwester namens Olivia; ihr Großvater mütterlicherseits ist der Schauspieler James Hayter.
Wakefield besuchte das Bexhill College und studierte Schauspiel an der Oxford School of Drama. Charity spielt Geige und singt Sopran.
Ihren ersten Filmauftritt hatte Wakefield 2004 in (Past Present Future) Imperfect. 2007 spielte sie in einer BBC-One-Märchen-Produktion Rapunzel, einen jungen Tennis-Star. Ebenfalls 2007 war sie in Casualty 1907 auf BBC One zu sehen.
Im Theater spielte Wakefield 2005 in Yesterday Was a Weird Day, einem Stück über die Terroranschläge am 7. Juli 2005 in London, die Constance in Die drei Musketiere am Bristol Old Vic und die Elaine in einer Theateradaption von Die Reifeprüfung am New Vic Theatre. Außerdem spielte sie die Rolle der Susan in Baby with the Bathwater am Old Red Lion Theatre.
2008 war Wakefield mit W. Somerset Maughams The Circle am Chichester Festival Theatre zu sehen und arbeitete für die BBC in dem Pilotfilm zur Comedy-Serie Freddi. Einen weiteren Auftritt hatte sie in dem Channel-4-Drama Any Human Heart und eine Hauptrolle in dem britischen Film noir Scar tissue. 2012 spielte sie in Mockingbird Lane, einem NBC-Remake von The Munsters.
2015 spielte sie Mary Boleyn in der Miniserie Wolf Hall auf BBC Two. In der Starzplay-Serie The Great mit Elle Fanning als Katharina II. verkörperte sie Georgina Dymova, die Geliebte von Peter III.

## Filmografie (Auswahl)
- 2004: (Past Present Future) Imperfect
- 2004: Hex (Fernsehserie, Folge Life Goes On)
- 2006: Jane Eyre
- 2007: Exitz
- 2007: Doctors (Fernsehserie, Folge Personal Services)
- 2008: Sinn und Sinnlichkeit (Sense and Sensibility)
- 2008: Fairy Tales (Fernsehserie, Folge Rapunzel)
- 2008: The Beachcombers (Kurzfilm)
- 2008: Casualty 1907
- 2008: Burlesque Fairy Tales
- 2008: Act of God
- 2008: The Wonderful World of Freddi Faroubb
- 2008: Post-It Love (Kurzfilm)
- 2009: Casualty 1909
- 2009: Day of the Flowers
- 2010: Any Human Heart
- 2012: Inspector Barnaby (Fernsehserie, Folge Ein Funke genügt)
- 2012: Scar Tissue
- 2012: Mockingbird Lane
- 2013: Agatha Christie’s Marple (Fernsehserie, Folge A Caribbean Mystery)
- 2014: Serena
- 2015: The Player (Fernsehserie)
- 2015: Wölfe (Wolf Hall, Fernsehserie)
- 2016: Doctor Who (Fernsehserie, Weihnachts-Special)
- 2017: Kill Switch
- 2020–2023: The Great (Fernsehserie, 25 Folgen)
- 2024: Scoop – Ein royales Interview (Scoop)